# ネクストワン
株式会社ネクストワン（英: NEXTONE Inc.）は、テレビ番組・ラジオ番組・コマーシャル等の制作を業務する企業である。

## 概略
- 創都のプロデューサーだった内山雄治が独立して創業した。
- TBS系列の情報・バラエティ・スポーツ番組等制作を多数手がけている。

## 主な作品

### テレビ

#### 現在
TBS系列
- 王様のブランチ
- はなまるマーケット
- NEWS23・スポーツコーナー
- ひるおび!
- S☆1・J-SPO

衛星放送（BS／CS）
- ジュピターTV（ジュピターテレコム）
  - ゴルフネットワーク
    - ゴルフ中継（PGAツアー, 全米女子プロゴルフ協会|LPGAツアー）

  - LaLa TV（ジュピターサテライト放送／ジュピターエンタテインメント）
    - マーサを楽しもう
    - 鏡子のおいしいレシピ
- J:COM（ジュピターテレコム）
  - J:COM TV NAVI
  - えいごのつぼ。

#### 過去
TBS系列
- TVジェネレーション
- THE・プレゼンター
- テレビの王様
- ニュースの森・スポーツコーナー
- ワンダフル
- 学校へ行こう!
- どうぶつ奇想天外!
- 年末38時間特番・超える!テレビ
- ガキバラ帝国2000!
- USO!?ジャパン
- 豪華版!テレビ探偵団
- ここまで見せる?壮絶大追跡!!あの人は今!
- Pooh!
- ★愛と誠★・ブーケをねらえ!
- ロンロバ!全力投球!
- 爆笑問題のバク天!
- 探険! ホムンクルス 〜脳と体のミステリー〜
- ザ・ベストテン2003
- はぴひる!
- オオカミ少年
- オールスター感謝祭'05春
- アッコにおまかせ!
- 中居正広のテレビ50年名番組だョ!全員集合笑った泣いた感動したあのシーンをもう一度夢の総決算スペシャル
- ネプベガス
- ネプ理科
- 2時っチャオ!
- サカスさん

NHK
- うたっておどろんぱ（教育テレビ）

日本テレビ系列
- ザ・ワイド
- ポシュレ・ヌーボー
- クリック!
- おもいッきりイイ!!テレビ
- アナ☆パラ

フジテレビ系列
- 土曜一番!花やしき
- ウォッ!チャ
- お台場2★4★8 スーパーウォッ!チャ
- 土曜LIVE ワッツ!?ニッポン
- 情報プレゼンター とくダネ!
- ハッピーボーイズアワー爆笑おすピー問題!
- スーパーニュースWEEKEND
- ザ・ノンフィクション

テレビ朝日系列
- えびす温泉
- UP!（名古屋テレビ）

テレビ東京系列
- 同窓会
- 日曜ビッグバラエティ

独立局
- とちぎ情報局（とちぎテレビ）